# Creswell Crags
Creswell Crags est une gorge calcaire qui forme à cet endroit la frontière des comtés du Derbyshire et du Nottinghamshire, en Angleterre, non loin des villages de Creswell, de Hodthorpe et de Whitwell. Les falaises de la ravine abritent plusieurs grottes (dont des grottes ornées) qui ont été occupées au cours de la dernière période glaciaire, d'environ 60 000 à 10 000 ans avant le présent (AP). Le site a donné son nom à une culture paléolithique, le Creswellien, décrit en 1926 par la préhistorienne britannique Dorothy Garrod.
Creswell Crags représente un des sites du Paléolithique les plus septentrionaux connus en Europe, qui n'aurait pu être occupé que lors de phases de rémission climatique au cours de la glaciation de Würm.

## Phases d'occupation

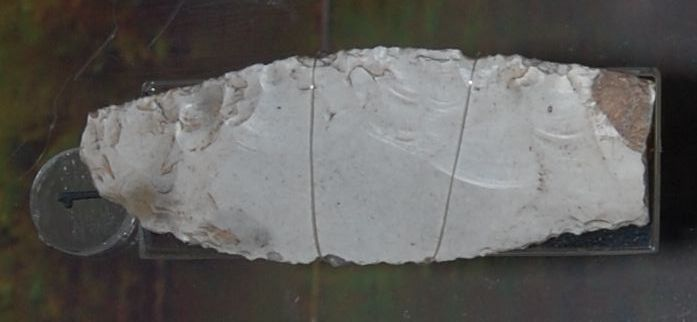
Une pointe foliacée de Creswell Crags au musée de Derby.

Les grottes ont été occupées de façon saisonnière par des groupes nomades au cours du Pléistocène supérieur et du Mésolithique. Elles contiennent sur plusieurs strates des vestiges d'industrie lithique du Moustérien, produit par l'Homme de Néandertal, puis du Gravettien, du Creswellien (une variante locale du Magdalénien) et du Maglemosien (Mésolithique), produits par Homo sapiens. Les principales phases d'occupation durant le Paléolithique se sont situées autour de 43 000 ans AP, puis dans une période comprise entre 32 000 et 28 000 ans AP, et enfin à partir de 14 600 ans AP.
Des preuves d'activité au Néolithique, à l'Âge du bronze, aux époques romaine et moderne ont également été trouvées.

## Grottes
Les principales grottes sont :

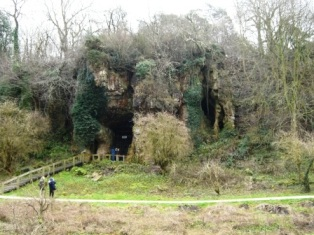
Church Hole, site de gravures paléolithiques

- Mother Grundy's Parlour ; elle a livré de nombreux outils de silex et des fragments osseux, et est restée occupée jusqu'au Mésolithique ;
- Robin Hood's Cave ; le « cheval ocre » ainsi que des indices prouvant que ses occupants chassaient et piégeaient le rhinocéros laineux et le lièvre arctique y ont été trouvés ;
- Pin Hole ; il s'agit de la tanière d'une hyène préhistorique également occupée par des Néandertaliens, où ont notamment été trouvés un os gravé d'une figure humaine et une aiguille d'ivoire portant des lignes gravées ;
- Church Hole ; ses parois portent plus de quatre-vingts gravures et elle a été occupée par intermittence jusqu'à l'époque romaine.

## Cheval ocre

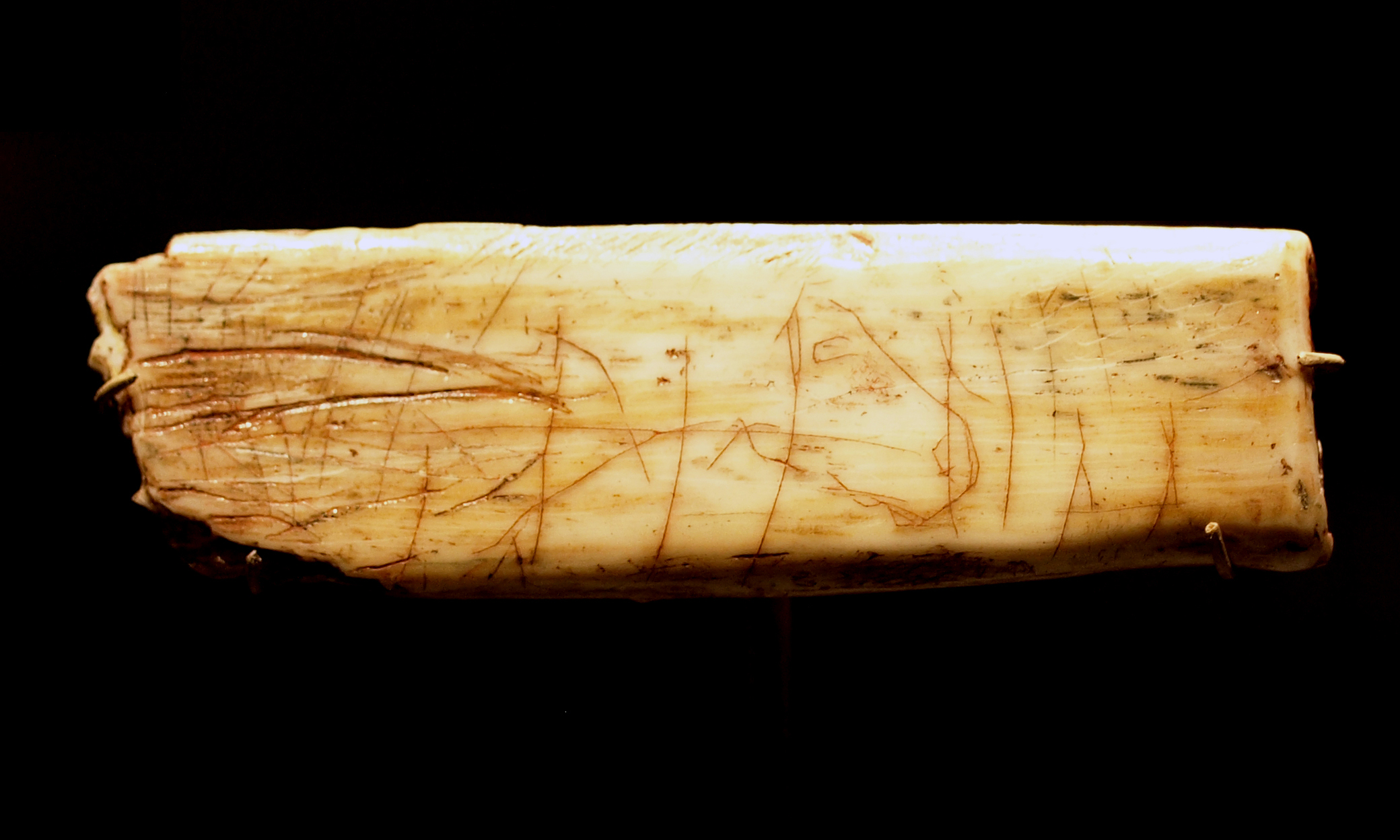
Image détaillée du « cheval ocre » découvert en 1876

Un os gravé d'une tête de cheval et d'autres ossements ornés ont été découverts, ainsi que les restes d'une grande variété d'animaux préhistoriques, au cours des fouilles menées de 1876 à nos jours. Le « cheval ocre » a été trouvé le 29 juin 1876 au fond de la chambre ouest de la « grotte de Robin des Bois ». Les premières fouilles ont été menées par le professeur William Boyd Dawkins, qui a écrit plusieurs articles sur ses découvertes.
En 2003, l'âge du cheval ocre a été estimé entre 11 000 et 13 000 ans.

## Art pariétal
En avril 2003, des gravures et des bas-reliefs ont été identifiés sur les murs et les plafonds de certaines des grottes : une découverte importante dans la mesure où on pensait jusque-là qu'il n'existait pas d'art pariétal britannique. Les œuvres de Creswell Crags comportent notamment des représentations d'animaux, y compris de bisons et, apparemment, de plusieurs espèces d'oiseaux différentes. Pour certains spécialistes, cependant, les « oiseaux » seraient plus probablement des représentations féminines. Les artistes semblent avoir tiré parti des irrégularités naturelles de la surface de la grotte dans leur travail et il est probable qu'ils s'appuyaient sur les premiers rayons du soleil pour éclairer leur œuvre.
De minces couches de concrétions de carbonate de calcium qui recouvrent certaines des gravures ont fait l'objet d'une datation par l'uranium-thorium, ce qui a montré que la plus ancienne d'entre ces formations carbonatées se serait formée il y a 12 800 ans. Ceci fournit un âge minimum pour les gravures sous-jacentes. Les scientifiques et les archéologues en ont conclu que celles-ci étaient très probablement contemporaines des traces d'occupation du site qui correspondent au Bölling-Alleröd, soit environ 12 900 à 14 600 ans AP. Toutes les grottes à gravures sont sur le versant de la gorge qui appartient au Nottinghamshire.

## Protection
En raison de ses caractéristiques uniques, Creswell Crags a été classé site d'intérêt scientifique particulier.
En 2006 et 2007, la route B6042, qui passait par la gorge, a été détournée d'environ 150 mètres au nord de son tracé initial afin de réduire l'impact du trafic routier sur le site.

## Visites
Le site est ouvert au public et comporte un centre d'accueil accompagné d'un petit musée présentant des objets et fossiles en relation avec le site.

## Diffusion
Le site a fait l'objet de deux documentaires de BBC Radio 4, Unearthing Mysteries et Nature. Creswell Crags est aussi apparu dans l'émission télévisée Seven Natural Wonders, en 2005, comme l'une des merveilles des Midlands.